# Tití de cara tacada
El tití de cara tacada (Saguinus inustus) és una espècie de mico de la família dels cal·litríquids que viu a Sud-amèrica, més concretament als territoris del Brasil i Colòmbia.